# McDonnell Douglas MD-80
MD-80 är en flygplanstyp tillverkad av McDonnell Douglas Co. som nu ägs av Boeing. Typen togs i trafik år 1980, med första leverans till Swissair. Scandinavian Airlines fick sina första MD-80 levererade under hösten 1985.
MD-80 är en vidareutveckling av DC-9 som togs fram i början av 1960-talet med första flygning 1965. Typen är certifierad under benämningen DC-9-80, men marknadsförs under namnet MD-80 och finns i flera olika varianter. Se nedan.
Typen används i Europa för medellånga rutter. Tillverkningen av planet skulle läggas ner 1997, men fortsatte ända till år 1999, bland annat genom en stor order från flygbolaget Trans World Airlines. Sammanlagt byggdes 1 194 plan, av vilka omkring 1 000 fortfarande är i trafik.
De största MD-80-flottorna finns hos amerikanska American Airlines (86) och Delta Air Lines (119). I Europa har SAS varit en av de mest betydande operatörerna av flygplanstypen, men utrangerade sin sista MD-80 den 26 oktober 2013.
Planet har ett speciellt långsmalt utseende och har två jetmotorer med modellbeteckningen JT8D tillverkade av Pratt & Whitney och placerade längst bak på flygplanskroppen. Kabinen har fem sittplatser i bredd (2+3). MD-80 har en toppfart på 925 km/h (ca. 330 KIAS) och får vid start väga mellan 65 och 72 ton (beroende på modell). Flygplanet är 45 meter långt och har ett vingspann på 33 meter. Som mest kan en MD-80 ta 172 passagerare, men det normala är omkring 140 passagerare i två klasser, eller 165 i charterversion.
Eftersom motorerna är monterade baktill är det betydligt tystare i den främre delen av kabinen än i den bakre. Caravelle visade vägen för denna konstruktion på tidigt 1960-tal.
Två flygplanstyper som har vidareutvecklas från MD-80 är MD-90 och B-717 (ursprungligen MD-95).

## Varianter av MD-80
MD-80 är ett samlande namn för en flygplansfamilj om fem versioner, MD-81, MD-82, MD-83, MD-87 och MD-88. Av modellerna skiljer sig endast MD-87 till det yttre genom en 5,3 m kortare flygkropp samt en något förhöjd stjärtfena. De övriga skiljer sig från varandra genom en varierande räckvidd, startvikt, motoreffekt, instrumentering och material som använts för vissa komponenter i planet. MD-80 slutade att tillverkas kort efter att McDonnell Douglas gått ihop med Boeing. 

### McDonnell Douglas MD-81
Första leveransen till Swissair 1980 och sista till JAL inrikes 1994. 

### McDonnell Douglas MD-82
Första leveransen till Republic Airlines 1981 och sista leveransen till U-Land Airlines of Taiwan 1997. 

### McDonnell Douglas MD-83
Planet har längre räckvidd och en extra bränsletank. Planet är 39 meter långt och kan ta max 172 passagerare. Första leveransen till Alaska Airlines 1985 och sista leveransen till TWA 1999.

### McDonnell Douglas MD-87
Planet är en kortare och lättare variant. MD-87 inreds vanligen med två klasser och rymmer då 109 passagerare (12+97) eller med en klass med plats för 139. Den mest iögonfallande skillnaden mellan MD-87 och MD-81/82/83/88 är den kortare flygkroppen och att stjärtfenan höjts så att en betydande del syns ovanför den horisontella stabilisatorn. Första leveransen till Austrian Airlines 1987 och sista leveransen till SAS 1992.

#### Operatörer
Exempel på operatörer av denna modell*
- Aeroméxico
- Allegiant Air
- City Airline
- DAT Danish Air Transport
- Iberia
- JAL
- Nordic Airways

Exempel på tidigare operatörer av typen
- Aerolloyd
- American Airlines
- Austrian Airlines
- Finnair
- Reno Air
- Scandinavian Airlines
- Transwede

American Airlines använder numera istället typerna MD80/83.

### McDonnell Douglas MD-88
Planet är den senaste varianten som har en något modernare instrumentering. Första leveransen till Delta Air Lines 1987 och sista leveransen till Onur Air 1997.

## Galleri

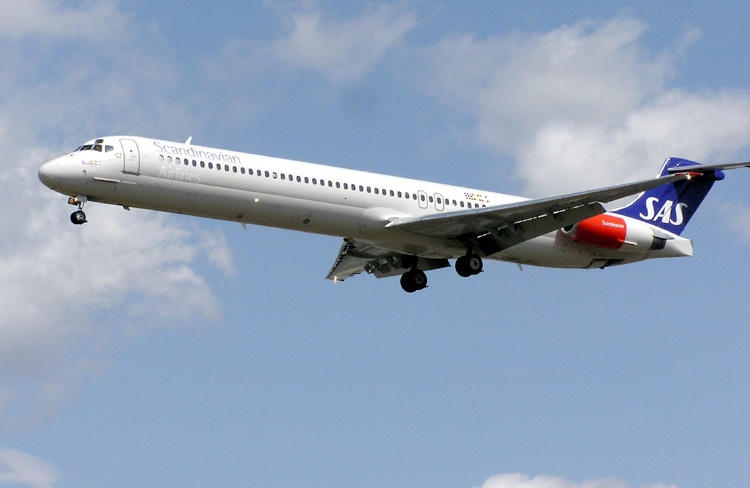
En MD-82 från SAS.
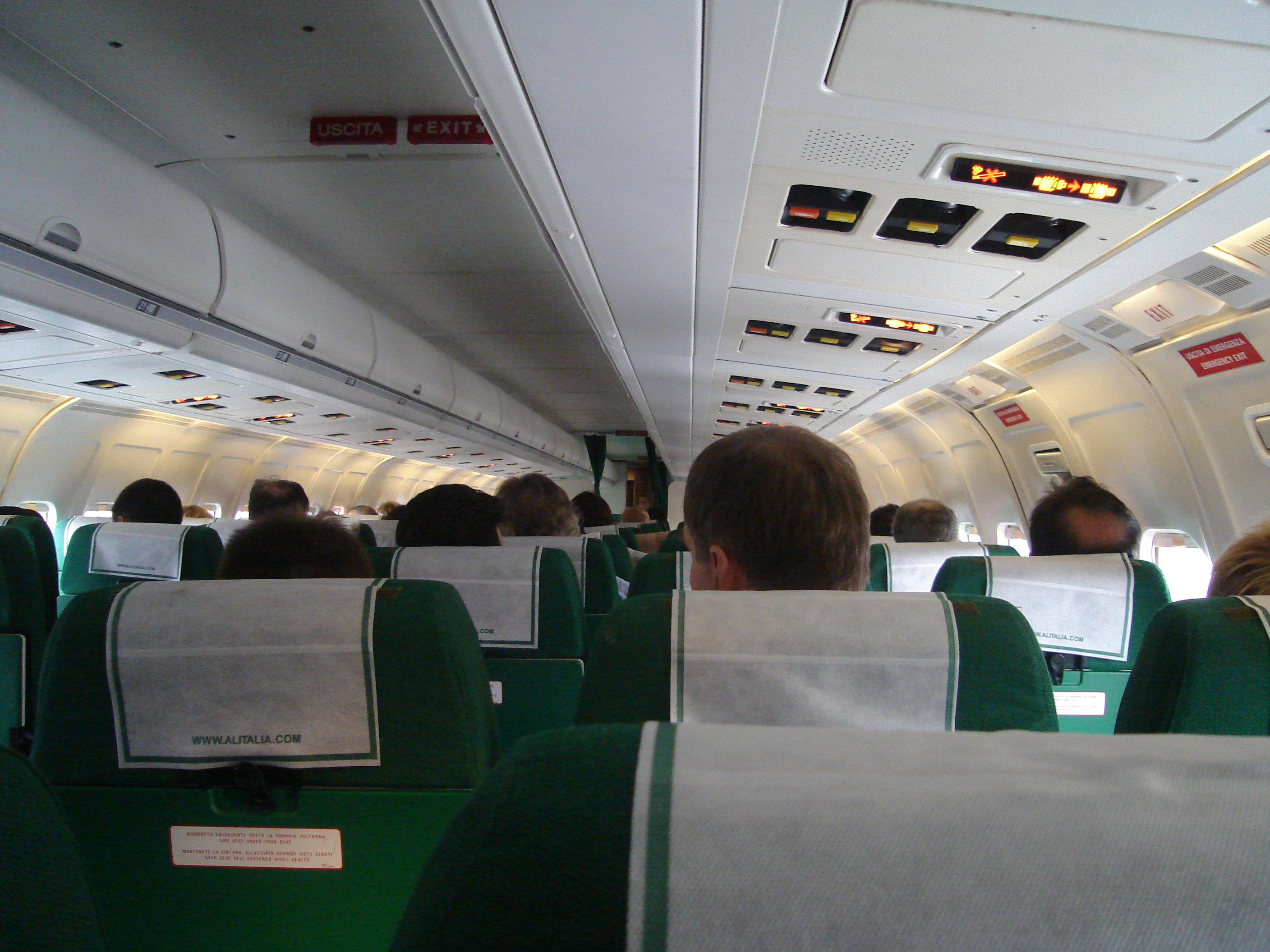
Interiören på en MD-82 från Alitalia.
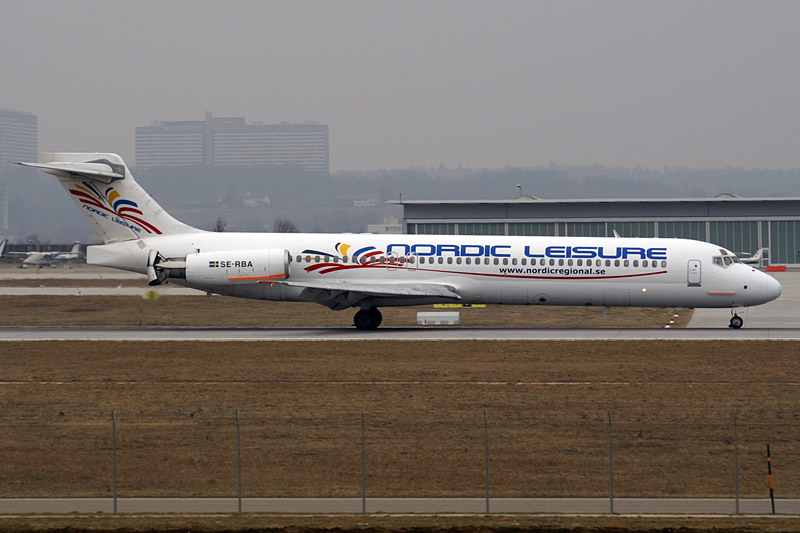
En MD-87 tillhörande flygbolaget Nordic Leisure

## Källhänvisningar
1. ↑  ”McDonnell Douglas MD-80”. Wikipedia. 17 maj 2013. http://en.wikipedia.org/w/index.php?title=McDonnell_Douglas_MD-80&oldid=555551137. Läst 18 maj 2013.  ”För information i fakarutan”
2. ↑  En epok flyger ur tiden Arkiverad 28 oktober 2013 hämtat från the Wayback Machine. Helsingborgs Dagblad. Läst 2013-10-28